# Cassena brooksi
Cassena brooksi is een keversoort uit de familie bladkevers (Chrysomelidae). De wetenschappelijke naam van de soort werd in 1962 gepubliceerd door Gilbert Ernest Bryant.